# Fjäderfotad trogon
Fjäderfotad trogon (Trogon caligatus) är en fågel i familjen trogoner inom ordningen trogonfåglar.

## Utseende
Fjäderfotad trogon är en relativt liten och kompakt trogon med gul buk. Hanen har gul ögonring, honan en bruten vit. Båda könen har tunna svarta och vita tvärband på stjärtundersidan. Honan har till skillnad från hona svarthuvad trogon vita tvärband på vingen.

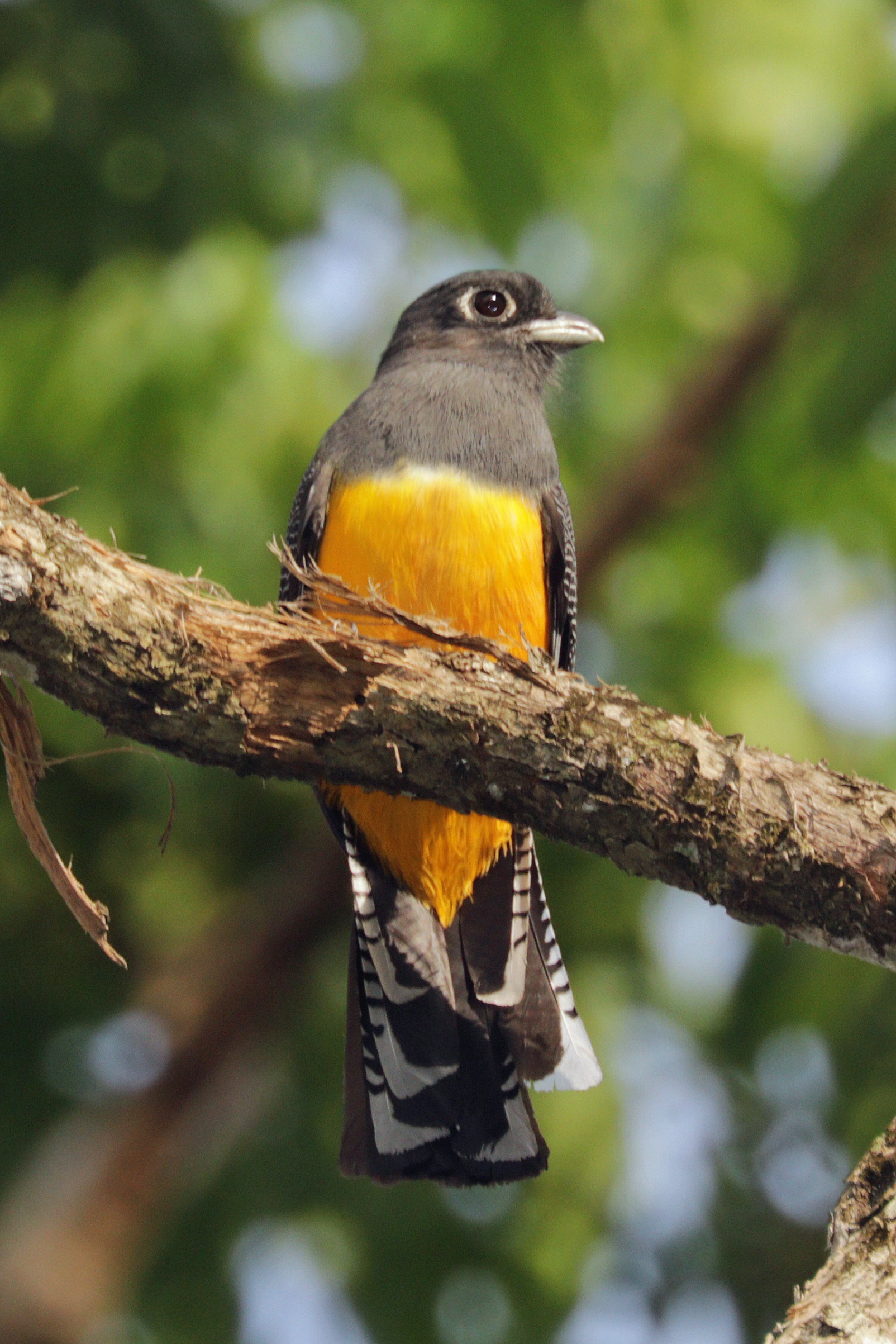
Hona.

## Utbredning och systematik
Fjäderfotad trogon förekommer från södra Mexiko söderut genom Centralamerika till norra Colombia och Venezuela. Den delas in i tre underarter med följande utbredning:
- Trogon caligatus braccatus – förekommer från Oaxaca i södra Mexiko till Costa Rica
- Trogon caligatus concinnus – förekommer från Panama till Colombia, västra Ecuador och nordvästra Peru
- Trogon caligatus caligatus – förekommer från norra Colombia till Maracaibosänkan i västra Venezuela

Vissa behandlar den som underart till Trogon violaceus.

## Levnadssätt
Fjäderfotad trogon hittas i tropiska låglänta skogar, huvudsakligen i fuktiga områden. Där ses den sitta i skogens mellersta och övre skikt, ofta högt i trädkronorna. Fågeln gräver ut ett bo i stora getingbon.

## Status
IUCN erkänner den inte som art, varför den inte placeras i någon hotkategori.